# STVラジオサンデーミュージック
『STVラジオサンデーミュージック』とはSTVラジオで2007年2月18日から同年4月1日まで放送されたラジオ番組である。
前番組『松山千春 季節の旅人』打ち切り後のつなぎ番組として放送された。

## 出演者
- 石田久美子（STVラジオアナウンサー）